# Isopral
Isopral, eller triklorisopropylalkohol, (C3H5Cl3O), CAS-nr 76-00-6, är ett färglöst, kristallint pulver som smälter vid 49 °C och är lösligt i etanol, eter eller vatten.
Isopral har användning som sömnmedel och uppges verka dubbelt så starkt som kloralhydrat utan olägenheter.